# East Chicago
East Chicago è un comune (city) degli Stati Uniti d'America della contea di Lake nello Stato dell'Indiana. La popolazione era di 29 698 abitanti al censimento del 2010.

## Geografia fisica
Secondo lo United States Census Bureau, ha un'area totale di 16,16 mi² (41,85 km²).

## Storia
Un ufficio postale chiamato East Chicago è in funzione dal 1889. La città prende questo nome perché si trova ad est di Chicago, Illinois.

## Società

### Evoluzione demografica
Secondo il censimento del 2010, la popolazione era di 29 698 abitanti.

### Etnie e minoranze straniere
Secondo il censimento del 2010, la composizione etnica della città era formata dal 35,46% di bianchi, il 42,89% di afroamericani, lo 0,63% di nativi americani, lo 0,11% di asiatici, lo 0,04% di oceanici, il 18,09% di altre razze, e il 2,79% di due o più etnie. Ispanici o latinos di qualunque razza erano il 50,86% della popolazione.